# Crkva Uznesenja BDM u Kostajnici
Crkva Uznesenja Blažene Djevice Marije u Kostajnici u Klisu, općina Konjic, rimokatolička crkva.

## Povijest
Kostajnica je filijala župe Obre. Nastankom Jablaničkog jezera prekinula se komunikacija sa župnim središtem, pa su 1962. godine vjernici u Kostajnici i iz okolnih sela izgradili područnu crkvu Uznesenja Blažene Djevice Marije. U Kostajnici je, prije rata obitavalo više od 500 stanovnika. Prije rata u župnoj filijali Kostajnica bilo je 428 vjernika. Tijekom bošnjačko-hrvatskog sukoba je devastirana i potpuno opljačkana, dok je u Obrima uništena. Većina katolika s ovih područja protjerana je. Bokševica je opet pružila zaštitu progonjenim kršćanima. Crkva u Kostajnici obnovljena je u vrijeme župnika don Ante Ledića uz potporu talijanskog Caritasa, Vlade Republike Hrvatske i vjernog puka Kostajnice. Pomoćni biskup vrhbosanski Pero Sudar blagoslovio je obnovljenu crkvu 10. listopada 1999. godine. Izvršeni radovi nisu bili adekvatni i dovoljni, pa su vjernici izvršili obnovu unutrašnjosti i vanjske zidove te dijelove krova koji su prokišnjavali i zvonik u potpunosti.